# جی‌ام‌دی جی‌ام‌دی۱
جی‌ام‌دی جی‌ام‌دی۱ (انگلیسی: GMD GMD1) لوکوموتیو دیزلی ساخت شرکت جنرال موتورز دیزل است.
این لوکوموتیو که مابین سال‌های ۱۹۵۸ تا ۱۹۶۰ تولید می‌شده دارای ۱۲ سیلندر و ۱٬۲۰۰ اسب بخار توان خروجی بوده است.